# Cantonul Marans
Cantonul Marans este un canton din arondismentul La Rochelle, departamentul Charente-Maritime, regiunea Poitou-Charentes, Franța.

## Comune
| Comune             | Populație (1999) | Cod poștal | Cod INSEE |
| ------------------ | ---------------- | ---------- | --------- |
| Andilly            | 1 863            | 17230      | 17008     |
| Charron            | 2 140            | 17230      | 17091     |
| Longèves           | 683              | 17230      | 17208     |
| Marans             | 4 654            | 17230      | 17218     |
| Saint-Ouen-d'Aunis | 1 136            | 17230      | 17376     |
| Villedoux          | 1 092            | 17230      | 17472     |